# Muzeum Roskilde

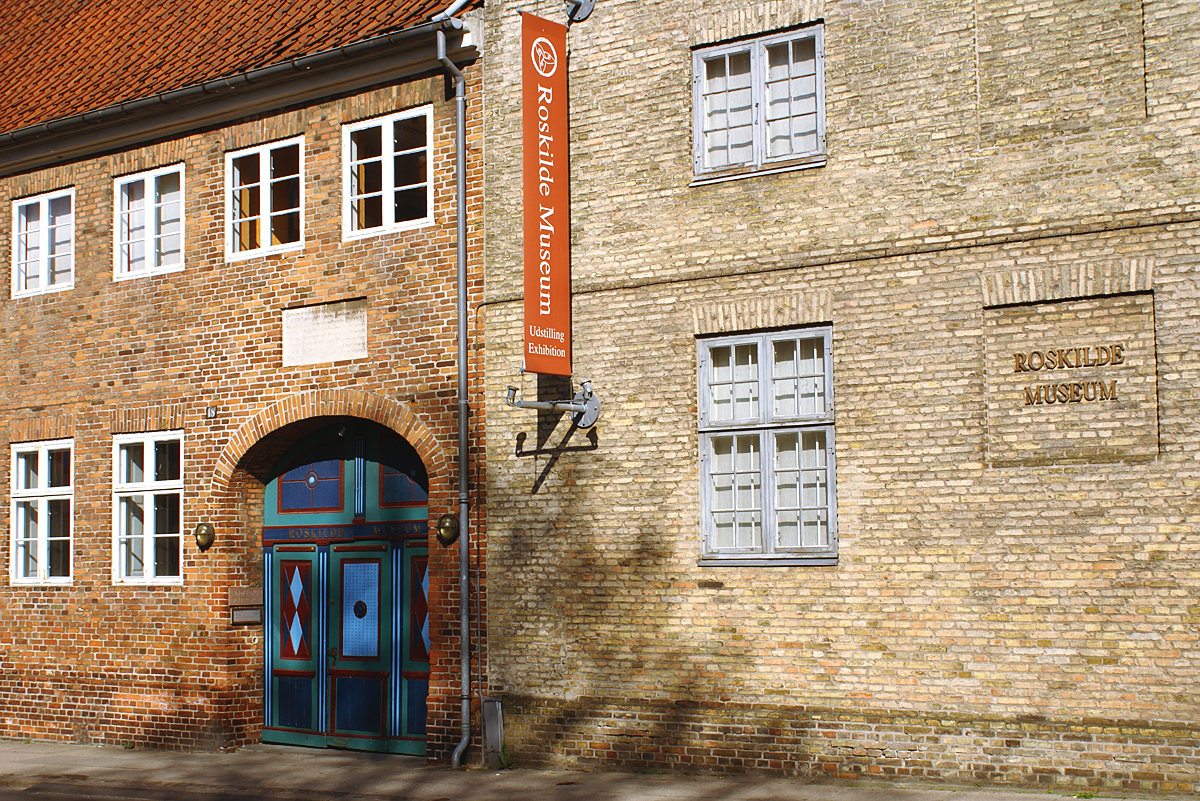
Główny budynek Muzeum w Roskilde

Muzeum Roskilde – instytucja publiczna w Roskilde w Danii
zajmująca się badaniem historii Roskilde i gromadzeniem eksponatów dokumentujących historię miasta i okolic.

## Historia
Pierwszą osobą, która w krótkim artykule pt. Zadanie dla Roskilde i regionu przedstawiła 29 września 1909 r. pomysł o założeniu muzeum w Roskilde, była Marie Jensen (1866-1924), redaktorka lokalnej gazety ”Roskilde Dagblad”. Do realizacji jej myśli doszło dopiero po 20 latach. Muzeum Roskilde zostało założone w 1929 r. przez lokalnych wolontariuszy, na czele których stanął ówczesny burmistrz Valdemar Nørregaard. Zebranie założycielskie odbyło się 12 listopada 1929 r. w hotelu Prindsen w Roskilde. 1 kwietnia 1931 r. otwarto pierwszą stałą ekspozycję w budynku z 1803 r. przy Sankt Olsgade 18, zwanym Liebes Gård. Początkowo, ekspozycja była rozmieszczona w sześciu salach na parterze budynku. Kolekcja muzeum powstała z darów lokalnej społeczności i w pierwszych latach istnienia muzeum osiągnęła kilka tysięcy eksponatów. Początkowo na czele muzeum stanął księgarz Andreas Flensborg, a od 1938 r. placówką kierował wolontariusz, nauczyciel lokalnego gimnazjum, Niels A. Christiansen, który położył znaczne zasługi przy porządkowaniu zbiorów i tworzeniu nowych ekspozycji. Powierzchnia wystawiennicza muzeum została powiększona w 1944 r., a wkrótce potem muzeum otrzymało dotacje państwowe. W 1950 r. zbiory muzeum powiększyły się do 10 000 eksponatów, w tym wiele cennych obiektów dla narodowej historii Danii. W latach 70. XX w. muzeum zwiększyło sztab profesjonalnych pracowników, a dotacje państwowe wpłynęły pozytywnie na funkcjonowanie instytucji. Lata 80. i 90. to okres dynamicznego rozwoju muzeum, prowadzenia prac badawczych i powiększenia instytucji o oddziały lokalne. Muzeum Roskilde dwukrotnie zaszczyciła swoją wizytą królowa Danii Małgorzata II, w 1993 r. i z okazji 1000-lecia Roskilde w 1998 r.

## Muzeum i jego zbiory
Obecnie Muzeum Roskilde składa się z następujących oddziałów wystawienniczych:
- Główny budynek tzw. Liebes Gård mieszczący stałą ekspozycję dotyczącą historii Roskilde i okolic.
- Muzeum Katedralne (Domkirkemuseet) – ekspozycja dotycząca historii katedry w Roskilde.
- Sklep Lützhøfta w Roskilde (Lützhøfts Købmandsgård) – zrekonstruowany sklep spożywczy z ok. 1920 r.
- Masarnia Lunda w Roskilde (Lunds Eftf. Slagterbutik) – zrekonstruowana masarnia z ok. 1920 r.
- Muzeum Fiordu w Jyllinge (Fjordmuseet) – ekspozycja dotycząca rybołówstwa i lokalnej historii (oddział został zlikwidowany w 2012 r.).
- Muzeum w Lejre (Lejre Museum) – ekspozycja dotycząca historii Lejre.
- Młyn Tadre (Tadre Mølle) k. Hvalsø  – ekspozycja dotycząca młynarstwa.

Prócz wymienionych jednostek Muzeum Roskilde posiada jeszcze niewielki kompleks oddzielnych budynków mieszczący oddział wystaw czasowych, bibliotekę, biura, magazyny itd.